# Nußbach, Kirchdorf an der Krems
Nußbach là một town in the huyện Kirchdorf an der Krems bang Oberösterreich in nước Áo. Đô thị này có diện tích 30,4 km², dân số thời điểm ngày 31 tháng 12 năm 2005 là 2299 người.